# C4 (ロックバンド)
C4（シー・フォー）は、日本のロックバンド。

## 概要
2007年7月に90年代中後期に活躍したバンドのメンバーで結成するも、当初は以前の在籍バンドKill=slayd、Laputa等のカバーを中心とした活動で本格的な活動は2008年5月から。
特定のプロダクションやレコード会社には所属せず、ボーカルTOKIが自身の経営しているグループ法人Conuest Group内に自ら設立したKeasler Japan Limitedに所属し、セルフプロデュースで活動を行っている。
作詞は全てボーカルのTOKIが手掛け、紡がれるのは「耳障りの良い嘘ではなく、どうしようもない真実のみ」と言い切る独特の歌詞が特徴。
CD、コンサートの宣伝をほとんどしない事をポリシーとしている。それは「宣伝費の行き着くところは、結局応援してくれるファンの方々の懐になってしまう。なるべく負担を掛けたくない」とTOKIは自身のブログでその理由を述懐している。
1st Single「Crocodile Vibration」でオリコンインディーズチャートで1位（オリコンシングルチャートでは40位）を獲得して以降、チャートに興味が無くなったらしく、作品の流通、販売は自社での流通機構「VIPER EXPRESS」をメインにユーザーに直販、または自社との特約店のみに卸すという形式を採用している。
現メンバーが揃ってからは毎年12月に「総決算ライブ」と称し、1年を総括する意味でのファイナル公演を行っている。2012年から2014年までは新宿BLAZE、2015年からは新宿ReNYで固定して開催。これらのライブは全て映像化されている。
2023年12月にTomoiが脳梗塞で倒れ、緊急搬送される。2024年現在、Tomoiの復帰まで実質の活動が見合わされている。

## 略歴
初ライブは2007年7月、新宿ロフトで行われた2Daysのイベント。初ライブから10ヵ月間はイベント参加のみの活動で、演奏曲も過去に所属したバンドのカバー中心だったが、2008年5月21日1st FULL ALBUM「Cyclotron 4」のリリースを機に本格的な活動に入る。メディア露出無しで「Cyclotron 4」がオリコンインディーズアルバムチャート5位、オリコンアルバムチャート69位にランクインした。
1st FULL ALBUMの発売記念と本格始動の幕開けとなった原宿ASTRO HALLにて行われた1stワンマンはソールドアウト。
その後もCLUB CITTA' 川崎、SHIBUYA O-WEST、恵比寿LIQUID ROOM等でワンマン公演を行う。
2009年、C4主催で渋谷AXにてイベント「-black:shaft-」を敢行。出演はC4、D、lynch.、STEALTH。
2009年7月にリリースされた1stMaxiSingle「Crodcodile Vibration」は単種の発売ながらオリコンインディーズチャート1位を獲得。同年11月にリリースされた2ndFullAlbum「Crusaded 4」はオリコンインディーズチャート2位にランクイン。
2010年2月～5月に新宿ロフトを皮切りに行っていたメンバープロデュースにおけるマンスリーライブの途中でギタリストが脱退したため、活動休止。
2010年6月、かつてTOKIとTAKURO（GLAY）のプロジェクトだったSTEALTHを再起動させ、アルバムの制作に入る。Junji、Tomoiも参加。
2011年3月26日、活動休止のライブとなった新宿ロフトでC4復活公演「-TOKYO/BURNING-」が開催された。(SOLD OUT)
8月27日には初の大阪単独公演「-OSAKA/BURNING-」がOSAKA MUSEにて行われる。
10月15日、「-Centurion Fahrenheit-」と銘打ち新宿BLAZEワンマン公演。
12月25日、新宿LOFT公演にて、ギタリスト大村孝佳の正式加入が発表された。
2012年4月、初の単独公演を行った原宿ASTRO HALLにて完全復活公演「PERFECT STRIKES BACK」が行われた。(SOLD OUT)
6月6日、3rd Full Album[-Centurion 4-]リリース。
新宿ReNY、新宿BLAZE、渋谷WWWを拠点に活動中。
2013年9月4日、4th Full Album「barrett Caliber 4」(バーレットキャリバー4）リリース。
2014年11月19日、Hi Spec Evolution FULL ALBUMと銘打った5th Full Album「Perfection BABEL」(ペルフェクション バベル）をリリース。
2015年11月8日、東京都、厚生労働省の後援にて開催の“アーティストによる、HIV/AIDSの撲滅・治療支援アクション”を目的したチャリティライブ「NPO法人JoinLIFE機構PRESENTS HOPE AND LIVE ～HIV/AIDS治療支援ベネフィットコンサート2015」に出演。
11月25日、新曲を含む、絶版となっている2008年から2012年のアルバム曲を新たにレコーディングして収録した初のベストアルバム「ORGA」(オーガ）をリリース。
2016年3月12日、新木場STUDIO COASTにて、Crack6のMSTR（千聖 from PENICILLIN）により開催された「Crazy Monsters「クレモンフェス」〜春の祭典 2016〜」に出演。
11月30日、6th Full Album「GUREN」（グレン）をリリース。
2017年8月3日、2013年から2016年のアルバム曲に新曲3曲を含めたベストアルバム「SAGA」（サーガ）をリリース。
2019年11月27日、前作「GUREN」から3年振りとなるNEW ALBUM「DETNIX」（デトニクス）をリリース。

## メンバー
TOKI（1969年10月31日 – ）ボーカル
東京都板橋区出身、血液型A型。元Kill=slaydのボーカリスト。プロジェクトユニットSTEALTHの活動も行っている。
大村孝佳（1983年12月26日 –　）ギター
大阪府出身、血液型AB型。BABYMETALなどのサポートギタリスト。MI JAPAN大阪校の講師。
Junji（1974年8月9日 –　）ベース
愛知県名古屋市出身、血液型A型。元Laputaのベーシスト。HALATIONとしてソロ活動も行っている。
Tomoi（1970年11月17日 – ）ドラム
愛知県名古屋市出身、血液型O型。元Laputaのドラマー。

## サポートメンバー
HIRO（ex.La'cryma Christi）ギター

## 旧メンバー
REN（11月5日 – ）ベース
大阪府大阪市出身、血液型AB型。2009年6月に腱鞘炎を患い脱退、自ら後任にJunjiを推薦した。
SHUNSUKE（6月5日 – ）ギター−
福岡県福岡市出身、血液型A型。2010年4月11日に脱退。

## ディスコグラフィー

### シングル
| 発売日         | タイトル                            | 備考                                                                        | 品番       |
| -------------- | ----------------------------------- | --------------------------------------------------------------------------- | ---------- |
| 2009年7月22日  | -Crocodile Vibration-               | 4曲入り1stMaxiSingle(オリコンシングルチャート40位/インディーズチャート1位） | KSCQ-1004s |
| 2011年8月24日  | -DAISYCUTTER-（WEBSTORE限定）       | 7曲入り2nd Single                                                           | KSCQ-1009s |
| 2013年3月2日   | -Breed-（NIRVANA「Breed」カヴァー） | 5曲入り2.5th unofficial Single（限定版）                                    | KSCQ-1021  |
| 2018年12月15日 | -PERSUADE-                          | 2曲入り Single（一日会場限定販売）                                          | KSCQ-1057  |

### アルバム
| 発売日         | タイトル            | 備考                                                                                             | 品番      |
| -------------- | ------------------- | ------------------------------------------------------------------------------------------------ | --------- |
| 2008年5月21日  | -Cyclotron4-        | 1st FULL ALBUM（オリコンチャート69位/インディーズアルバムチャート5位）                           | XQDW-1006 |
| 2008年11月5日  | -Pylebanker-        | Dual Disk ALBUM（オリコンチャート58位/オリコンインディーズアルバムチャート6位）                  | KSCQ-1001 |
| 2009年11月18日 | -Crusaded4-         | 2nd Dual Disk ALBUM（オリコンチャート45位/インディーズアルバムチャート2位） (10曲入りCD+LIVEDVD) | KSCQ-1005 |
| 2012年6月6日   | -Centurion4-        | 3rd FULL ALBUM (11曲入りCD)                                                                      | KSCQ-1016 |
| 2013年9月4日   | -barrett Caliber 4- | 4th FULL ALBUM (10曲入りCD)                                                                      | KSCQ-1024 |
| 2014年11月19日 | -Perfection BABEL-  | 5th FULL ALBUM (10曲入りCD)                                                                      | KSCQ-1035 |
| 2016年11月30日 | -GUREN-             | 6th FULL ALBUM (10曲入りCD)                                                                      | KSCQ-1045 |
| 2019年11月27日 | -DETNIX-            | 7th FULL ALBUM (10曲入りCD)                                                                      | KSCQ-1065 |

### ベストアルバム
| 発売日         | タイトル | 備考     | 品番      |
| -------------- | -------- | -------- | --------- |
| 2015年11月25日 | -ORGA-   | 18曲収録 | KSCQ-1042 |
| 2017年8月3日   | -SAGA-   | 18曲収録 | KSCQ-1053 |

### 映像作品（LIVE DVD）
- [-Supremacy SAGA-]以降の作品は、LIVE DVDとLIVE ALBUM（CD）の2枚組仕様

| 発売日 | タイトル               | 備考 | 品番          |
| ------ | ---------------------- | --- | ------------- |
| 2010年 | -Crusaded1127-         | 19曲入り(2009年11月27日LIQUID ROOM ebisuでのワンマンライブを収録）                                                                         | KSCQ-1007D(L) |
| 2010年 | -Full Boost Cyclotron- | 21曲入り(2010年5月23日活動休止となった新宿LOFTでのワンマンライブを収録）                                                                   | KSCQ-1009(L)  |
| 2012年 | -Centurion Fahrenheit- | 19曲入り(2011年10月15日新宿BLAZEでのワンマンライブを収録）                                                                                 | KSCQ-1014(L)  |
| 2013年 | -THE FLARESTACK-       | 24曲入り(2012年12月8日新宿BLAZEでのワンマンライブを収録）                                                                                  | KSCQ-1020D    |
| 2014年 | -GHOST EATER-          | 23曲入り(2013年12月21日新宿BLAZEでのワンマンライブを収録）                                                                                 | KSCQ-1032D    |
| 2015年 | -ALTER BABEL-          | 23曲入り(2014年12月6日新宿BLAZEでのワンマンライブを収録）                                                                                  | KSCQ-1038D    |
| 2016年 | -Nitrous ORGA-         | 25曲入り(2015年12月12日新宿ReNYでのワンマンライブを収録）                                                                                  | KSCQ-1044D    |
| 2017年 | -Cenozoic Era-         | 23曲入り(2016年12月18日新宿ReNYでのワンマンライブを収録）                                                                                  | KSCQ-1050D    |
| 2018年 | -Supremacy SAGA-       | 25曲入り(2017年12月9日新宿ReNYでのワンマンライブを収録）                                                                                   | KSCQ-1056D    |
| 2019年 | -NEVER FAILS DETNIX-   | 24曲入り(2018年12月15日新宿ReNYでのワンマンライブを収録）                                                                                  | KSCQ-1059D    |
| 2020年 | -OMNI BLAST-           | 24曲入り(2019年12月14日新宿ReNYでのワンマンライブを収録）                                                                                  | KSCQ-1068D    |
| 2021年 | -FULMINATED MERCURY-   | 24曲入り(2020年12月12日新宿ReNYでの無観客ライブを収録）                                                                                    | KSCQ-1074D    |
| 2022年 | -Carrier Break-        | 15曲入り(2021年12月12日新宿ReNYでのKill=slayd,Laputaなどメンバーそれぞれが在籍したバンドの楽曲のカバーを多数盛り込んだ無観客ライブを収録） | KSCQ-1076D    |